# Casa Alegre de Sagrera
La casa Alegre de Sagrera és un edifici-museu del carrer de la Font Vella, núm. 29, de Terrassa. En un origen fou la casa pairal de Joaquim de Sagrera, fabricant tèxtil de final del segle xviii i començament del xix que va tenir un paper destacat en la guerra del Francès. Tot i que data del principi d'aquest darrer segle, la seva fesomia actual és el resultat de la reforma modernista duta a terme per Melcior Viñals, arquitecte municipal, a l'inici del segle xx, en temps dels successors del propietari originari, Francesc Alegre i Roig i Mercè de Sagrera, ja que havia quedat molt malmesa arran de la invasió de les tropes napoleòniques. La casa, actualment una de les seccions del Museu de Terrassa, és un model d'habitatge de la burgesia industrial de l'època.

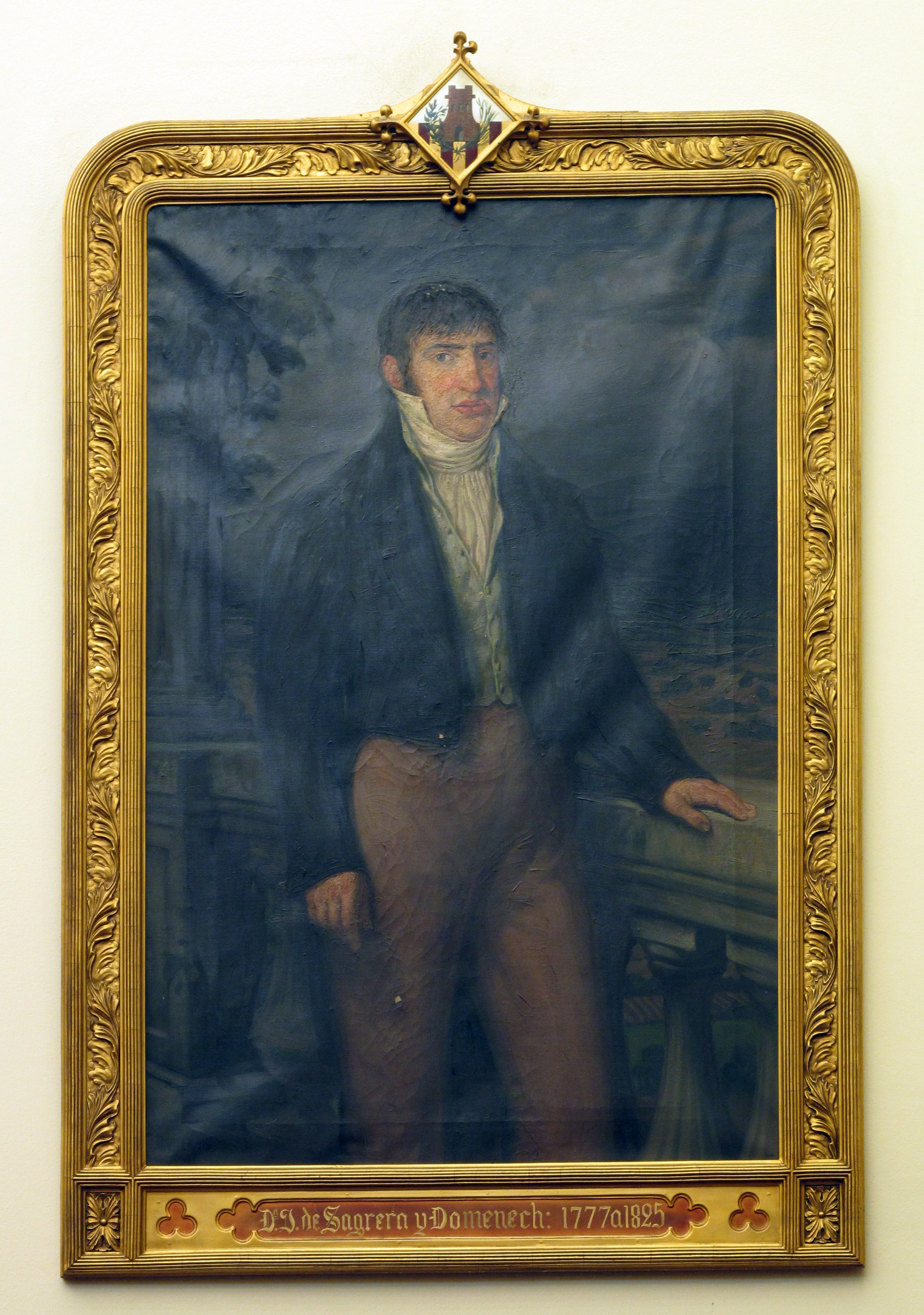
Retrat de Joaquim de Sagrera a la galeria de terrassencs il·lustres de l'Ajuntament de Terrassa

Després que a mitjan segle xx, gràcies a una campanya impulsada per la premsa local i la Junta Municipal de Museus, s'impedís una reforma dràstica de l'edifici que l'hauria desvirtuat totalment, la casa Alegre de Sagrera fou adquirida per l'Ajuntament el 1973 amb l'ajut de la Caixa d'Estalvis de Terrassa i des d'aleshores està oberta al públic, tant la casa com els jardins, als quals s'accedeix separadament pel carrer del Cardaire.

## L'edifici
L'edifici actual consta d'un cos central i dos de laterals units en forma de U, amb una façana simètrica, d'estil eclèctic, amb balcons modernistes de ferro forjat al primer pis i finestres a manera de galeria al segon, el disseny de les quals s'atribueix a Josep Puig i Cadafalch, tot i que no es troba documentat enlloc. Alexandre de Riquer va fer el relleu de la façana que il·lustra les proeses del primer propietari durant la guerra contra Napoleó, i també és obra seva el grandiós plafó ornamental del menjador, pintat el 1901 per a l'Institut Industrial de Terrassa. El saló principal, amb pintures murals de Pere Viver, s'obre a la galeria que dona al pati i als jardins, decorada amb vitralls modernistes.
Pujant l'escala noble es pot admirar el quadre monumental de Joaquim Vancells amb una imatge de Joaquim de Sagrera lluitant contra els francesos el 1818 a les muntanyes de Rubió. Des d'aquí s'arriba a les úniques estances conservades de la casa del segle xix, tres salons amb uns sostres molt treballats, decorats amb pintures murals sobre la conquesta de Mèxic, la història de Salomó i escenes bíbliques, respectivament.
La casa Alegre de Sagrera conserva bones mostres del mobiliari original i allotja diverses col·leccions d'art del fons museístic municipal, amb obres dels pintors Fèlix Mestres, Laureà Barrau, Josep Martínez Lozano i Carlos Baca-Flor, i una curiosa col·lecció de ceràmica i porcellana oriental, la col·lecció Salvans. Hi destaquen, a més, les sales dedicades als escriptors Agustí Bartra i Ferran Canyameres i al dibuixant terrassenc Mateu Avellaneda.
El museu compta també amb un mòdul multisensorial anomenat «La Mirada Tàctil», un espai d'interpretació tàctil adreçat a tothom però especialment adaptat i dissenyat per a aquells visitants que presenten alguns tipus de dificultats visuals, ceguesa o mobilitat reduïda.

## Galeria

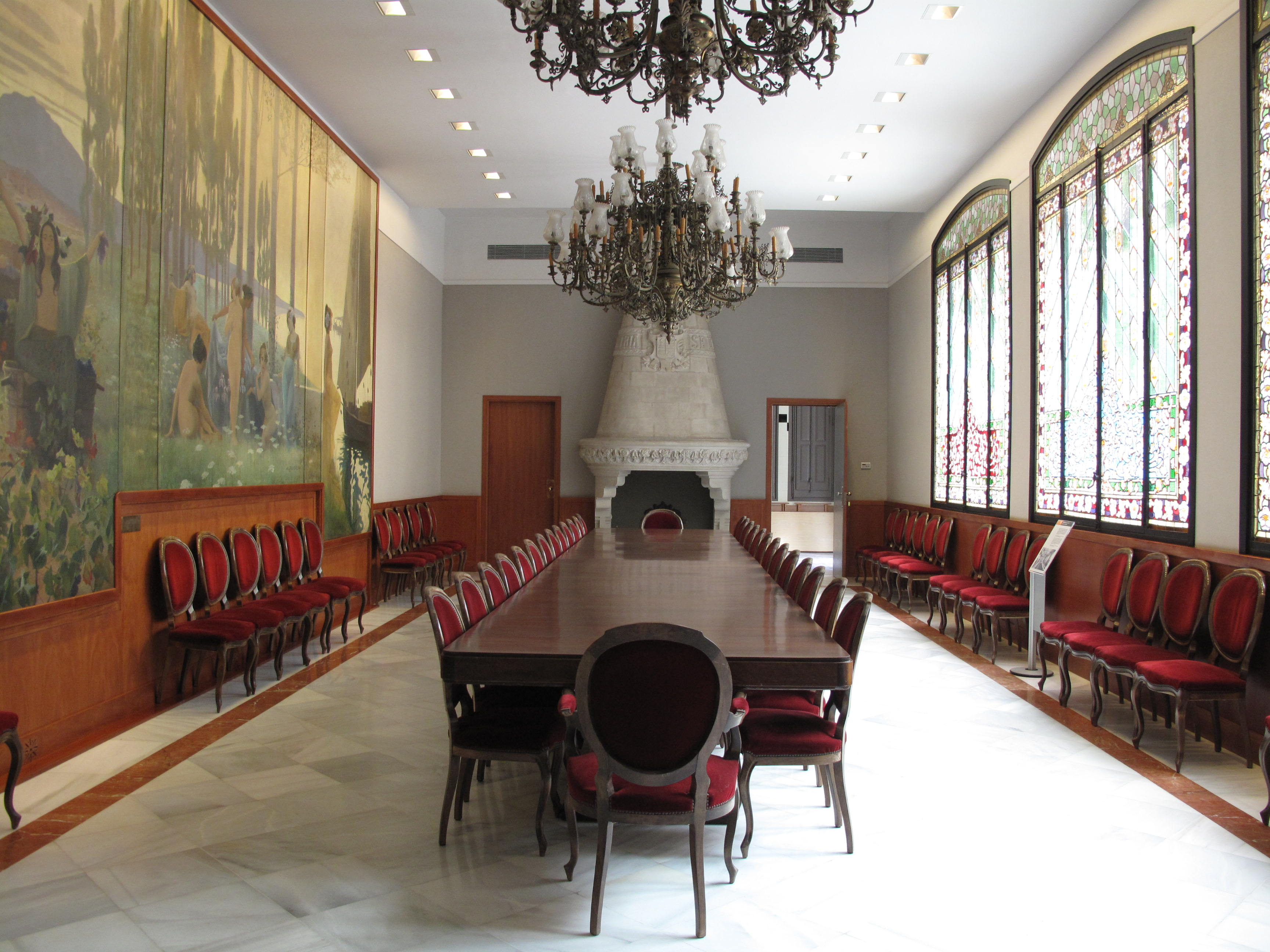
Menjador amb plafó ornamental d'Alexandre de Riquer
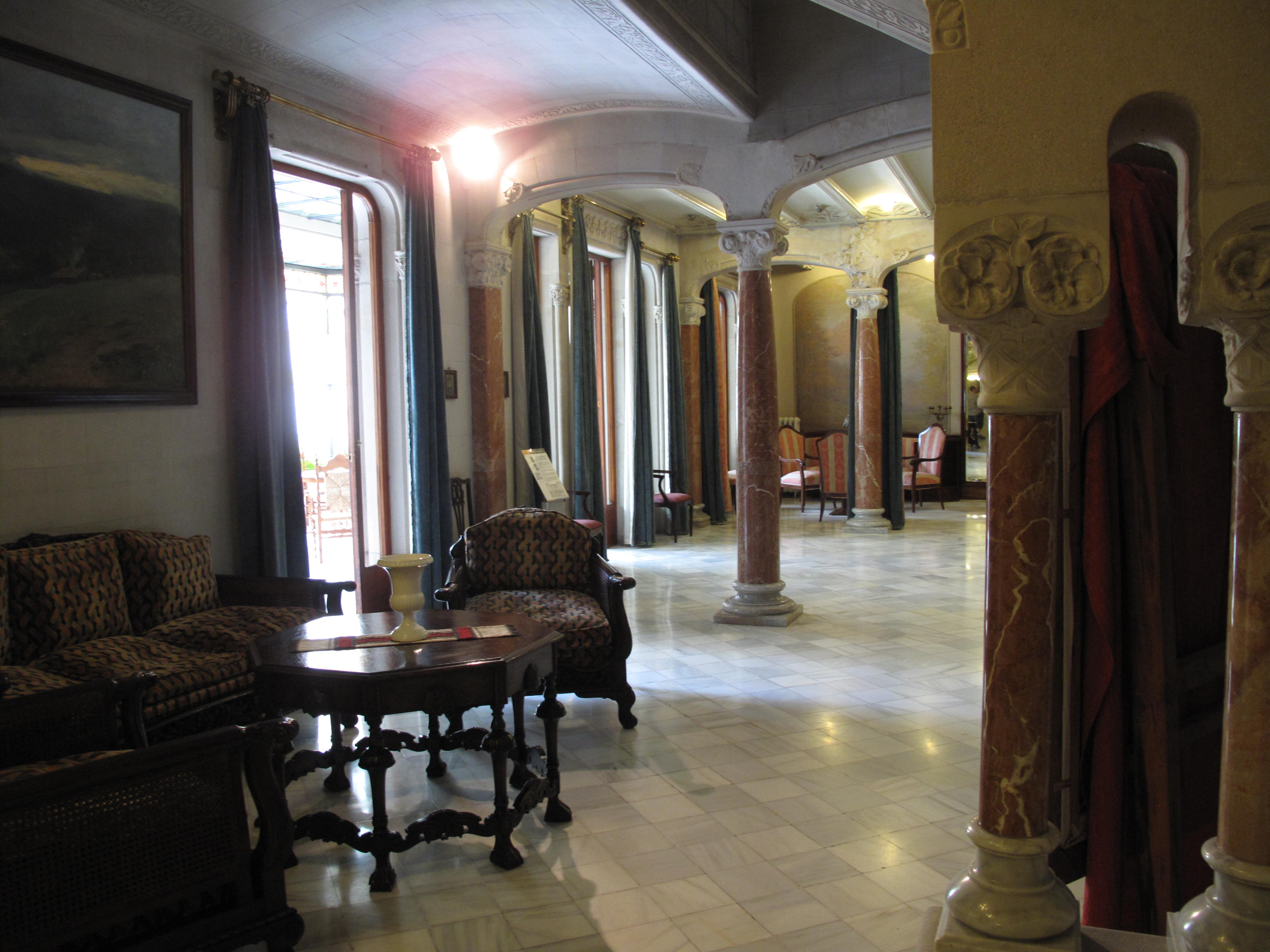
Saló principal
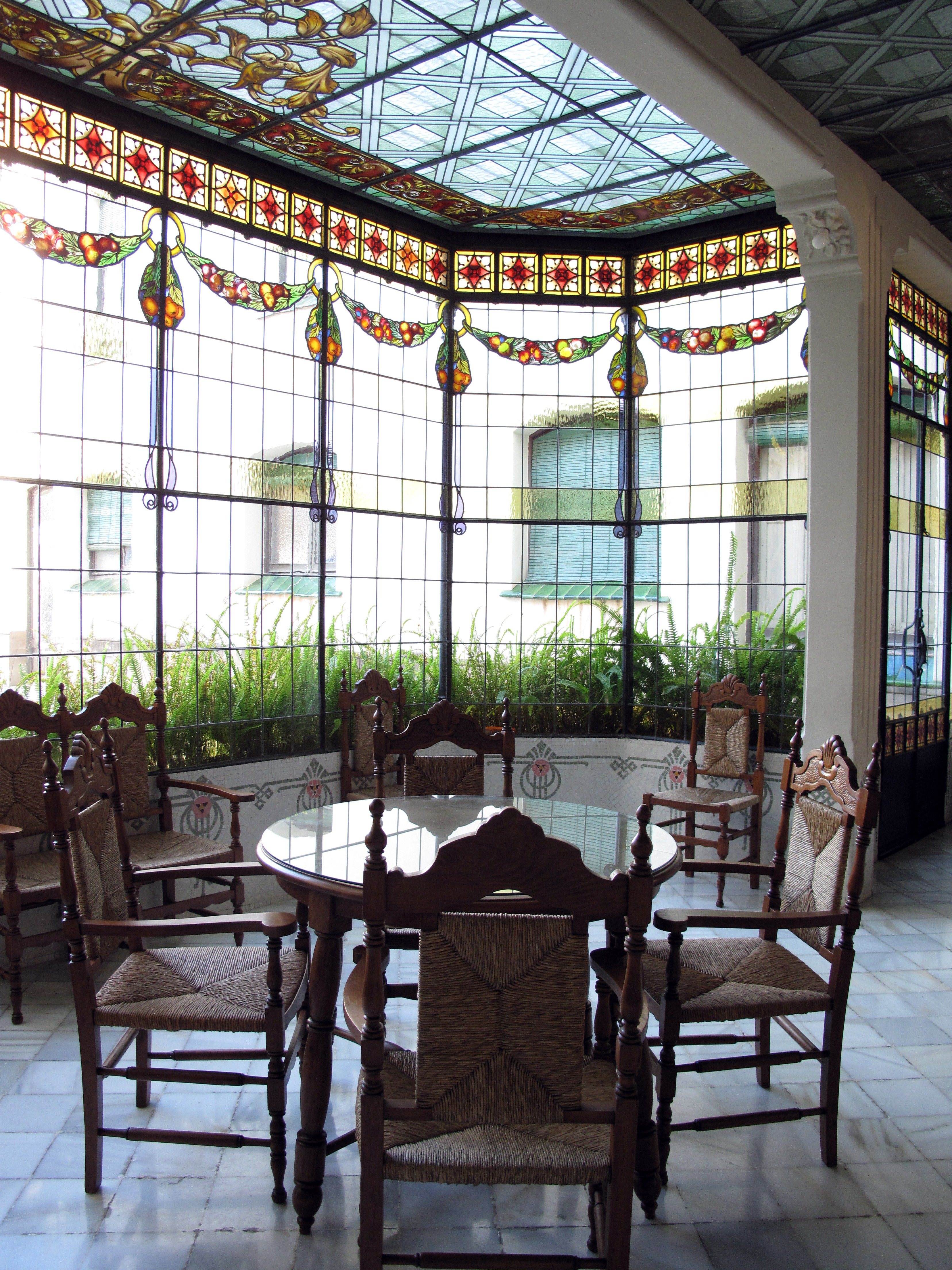
Galeria amb vitralls modernistes
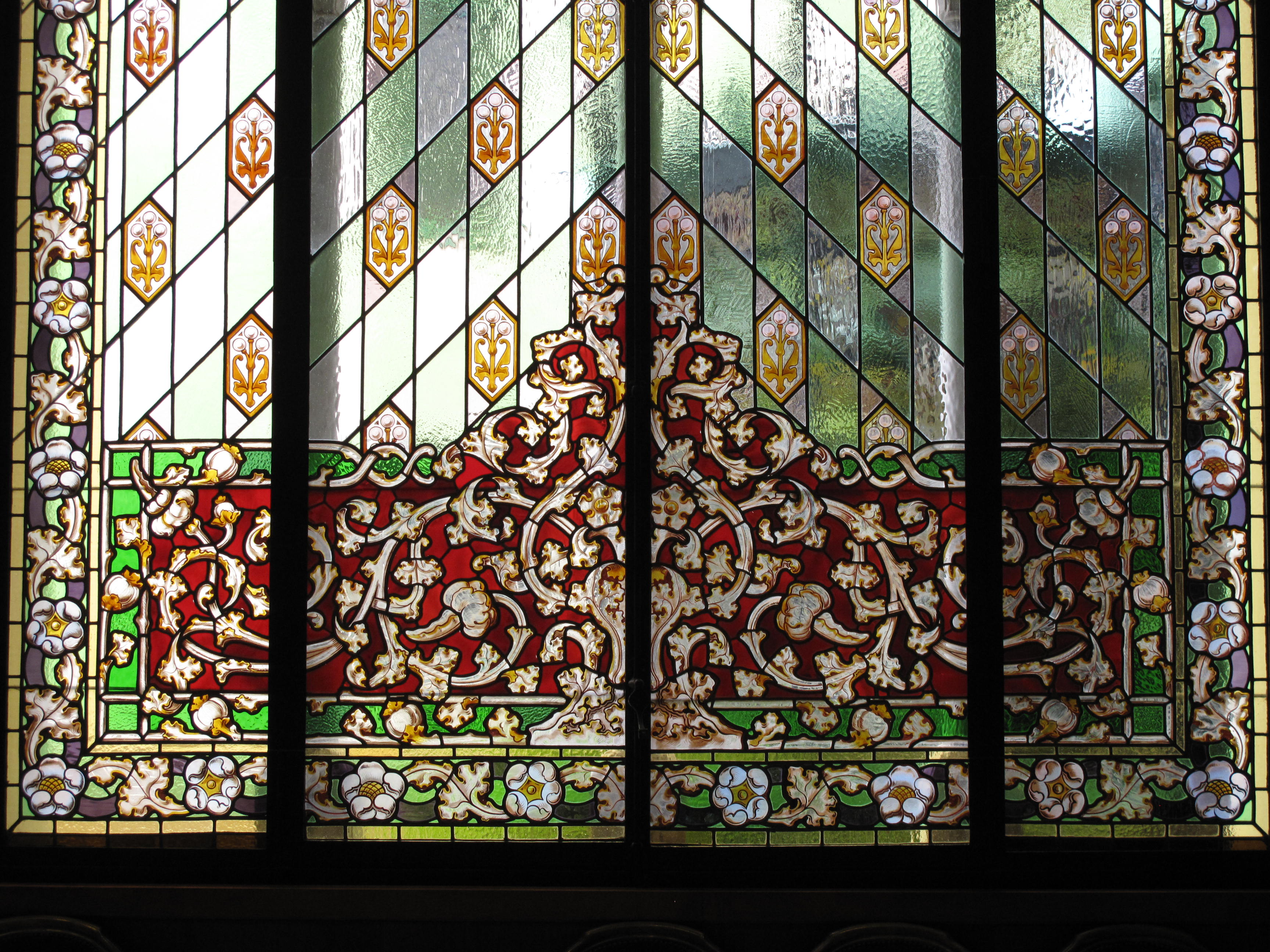
Vitrall modernista
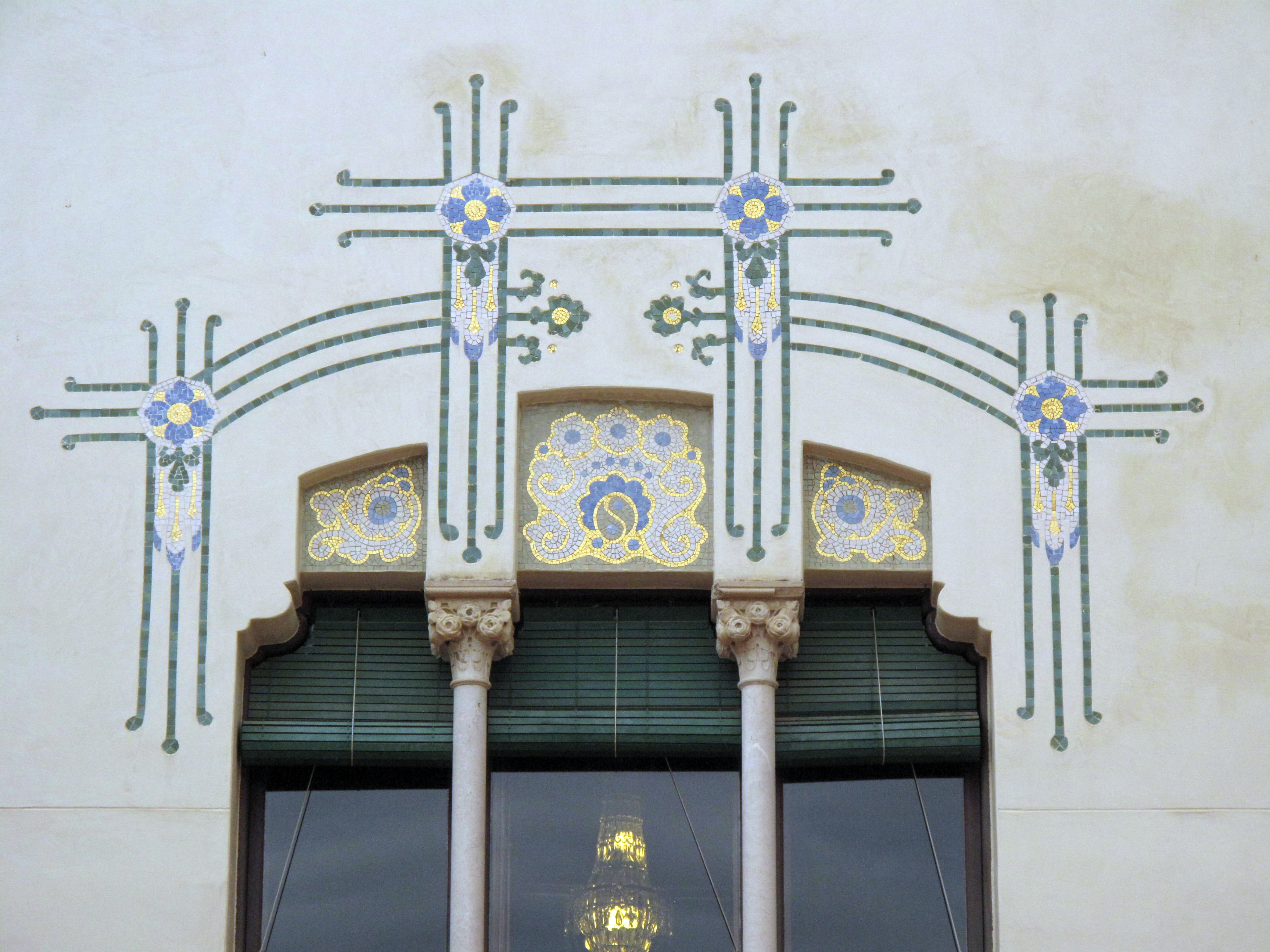
Finestra modernista que dona al pati
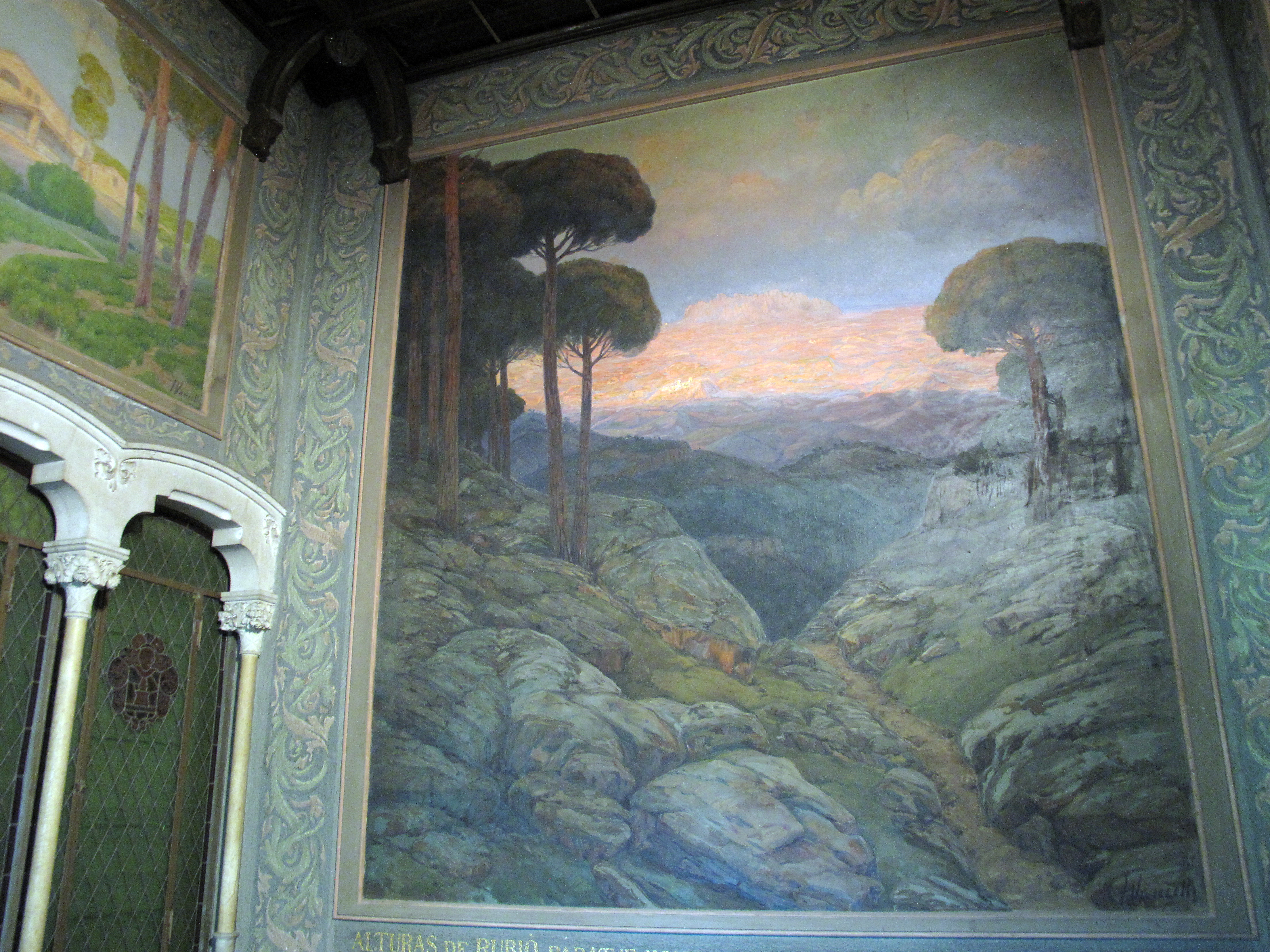
Mural de Joaquim Vancells a la caixa de l'escala
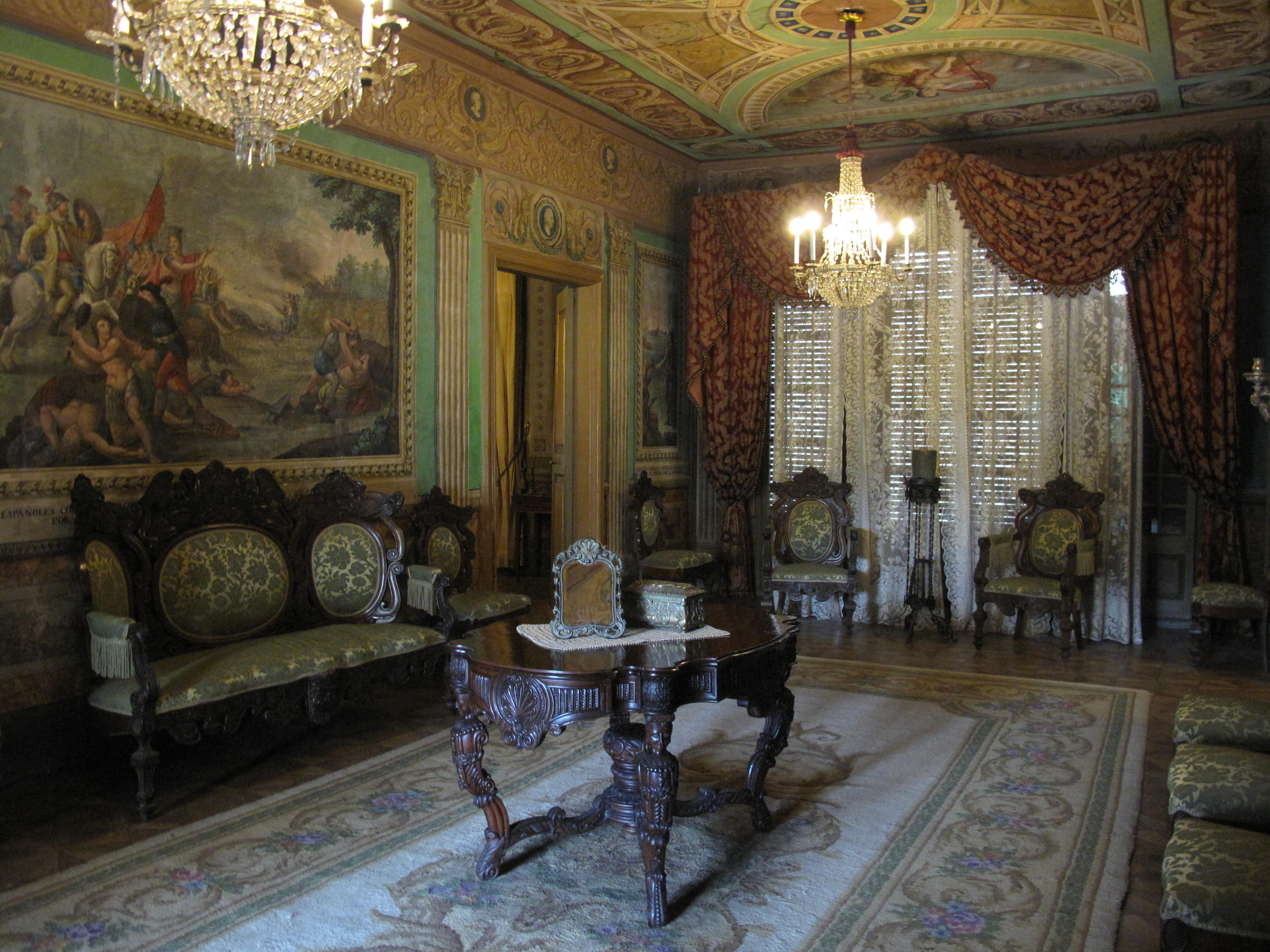
Saló vuitcentista amb escenes sobre la conquesta de Mèxic
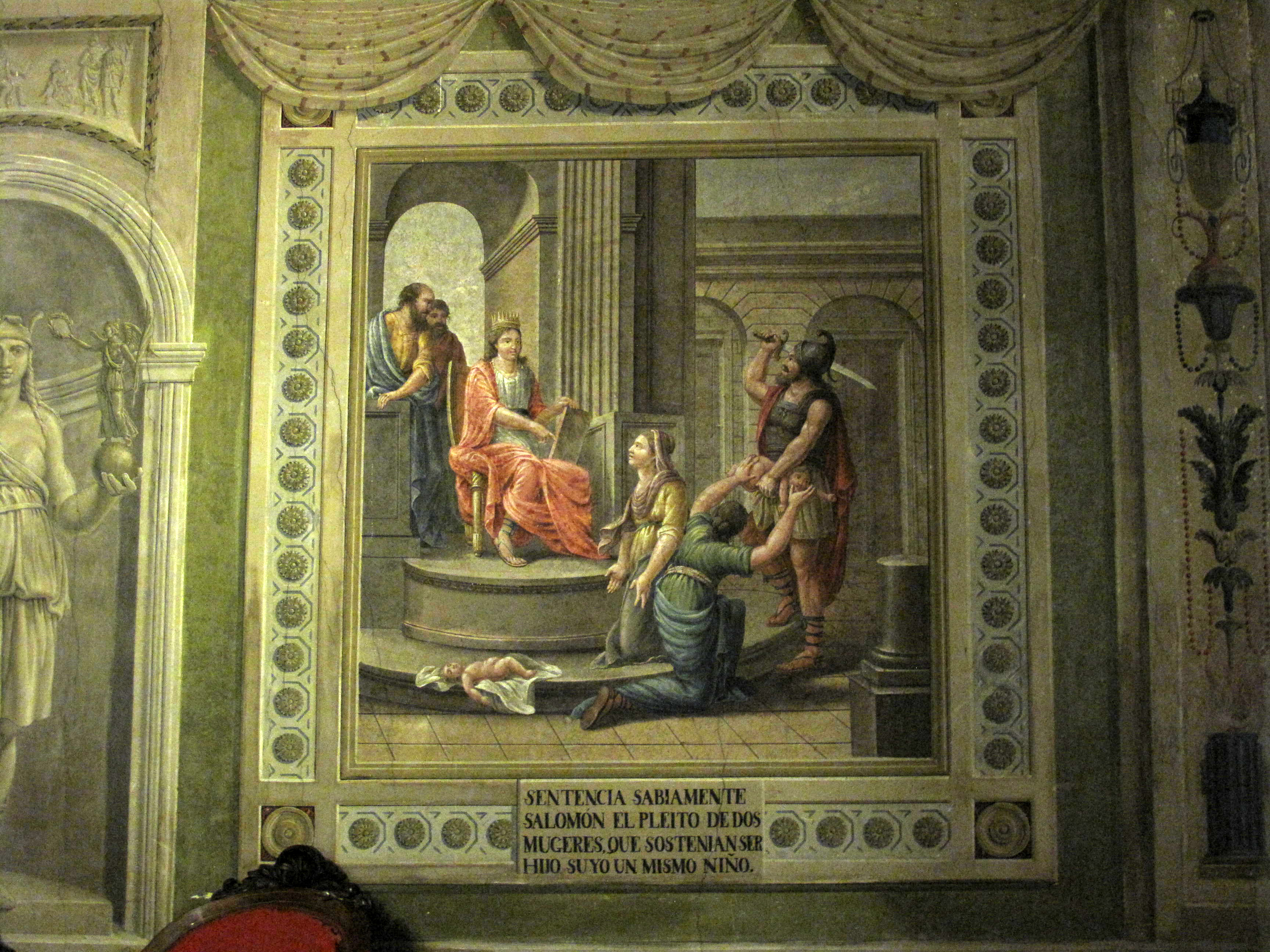
Saló vuitcentista amb el Judici de Salomó
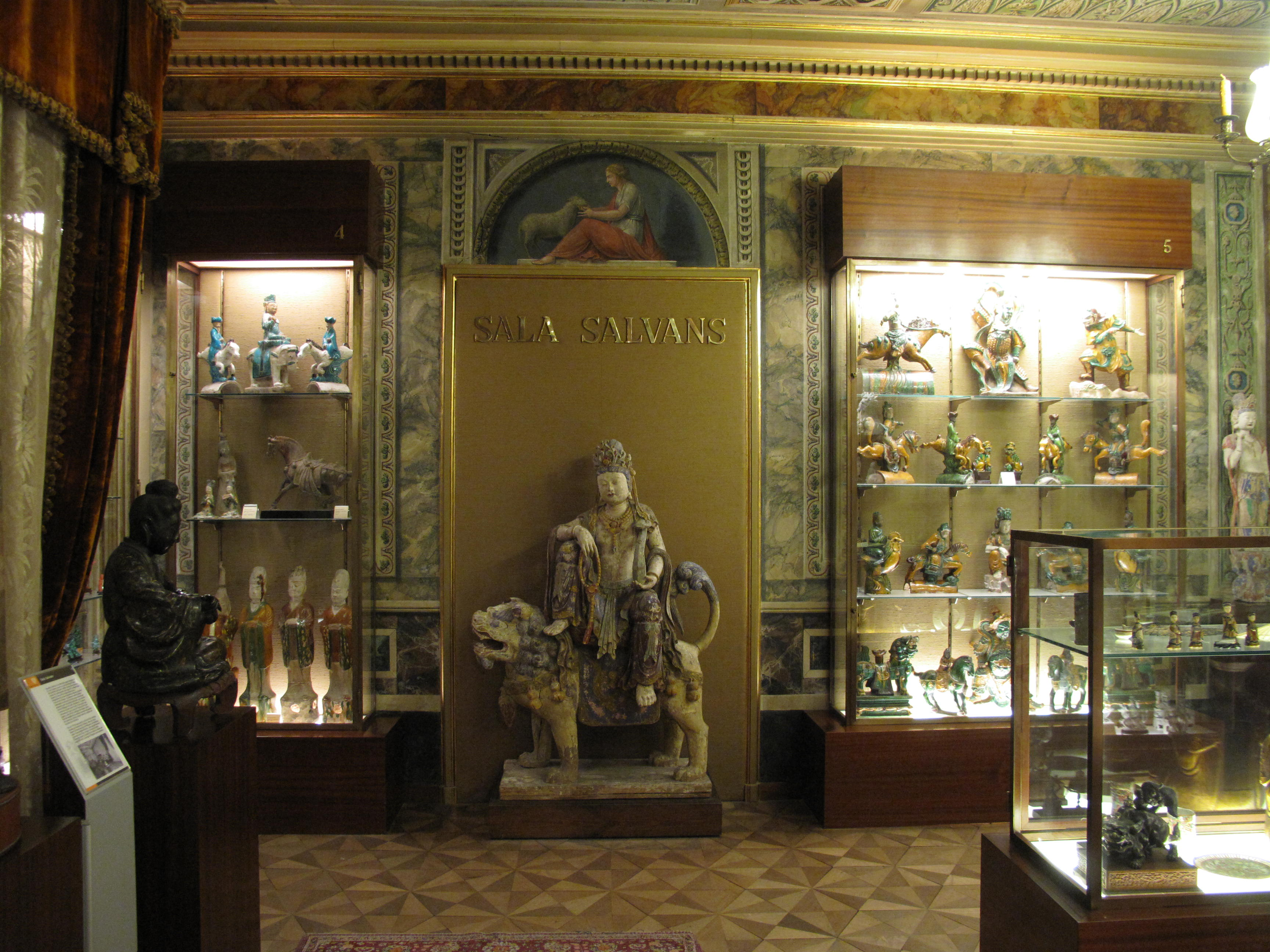
Sala Salvans, amb una col·lecció de porcellanes xineses
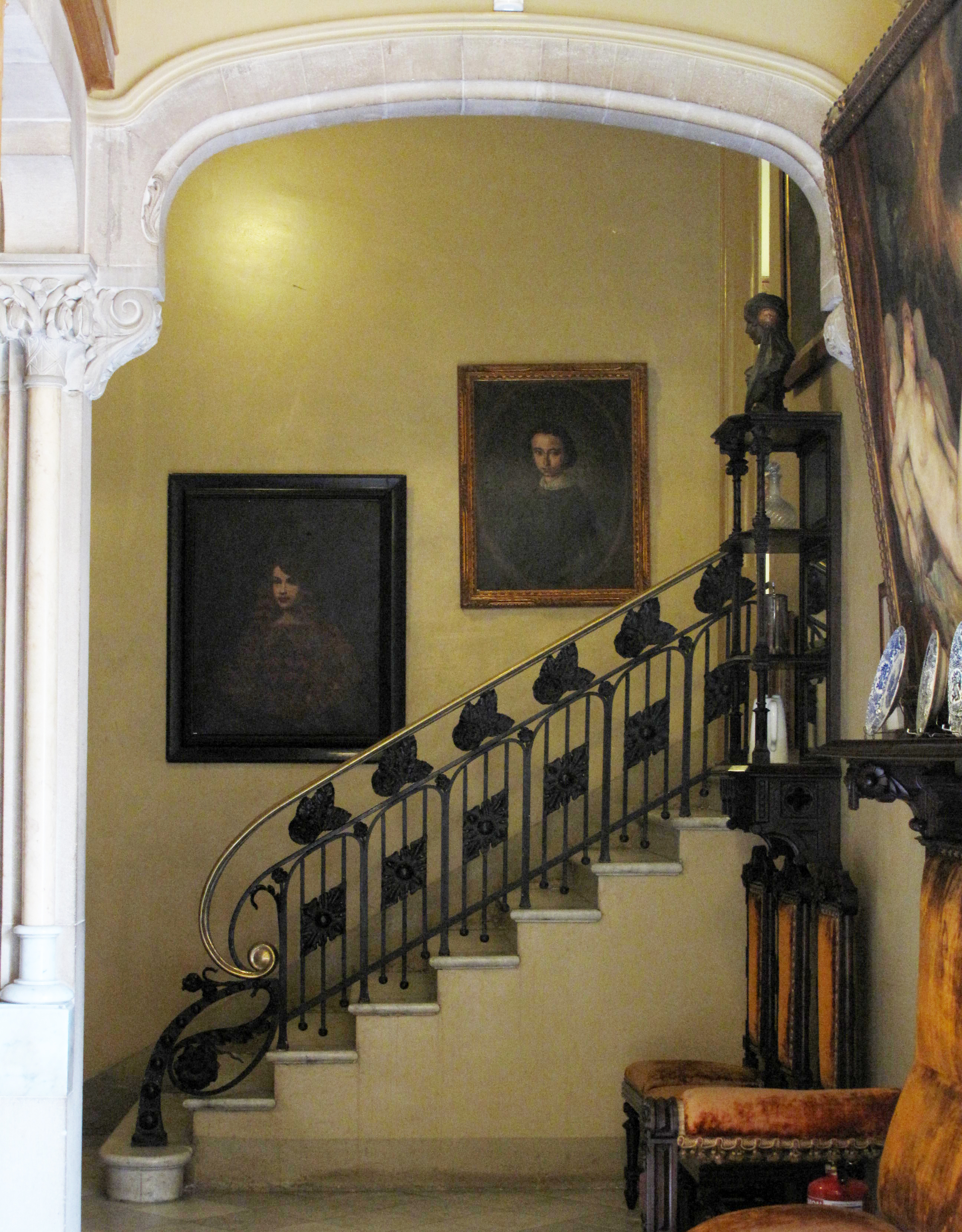
Escala cap al segon pis
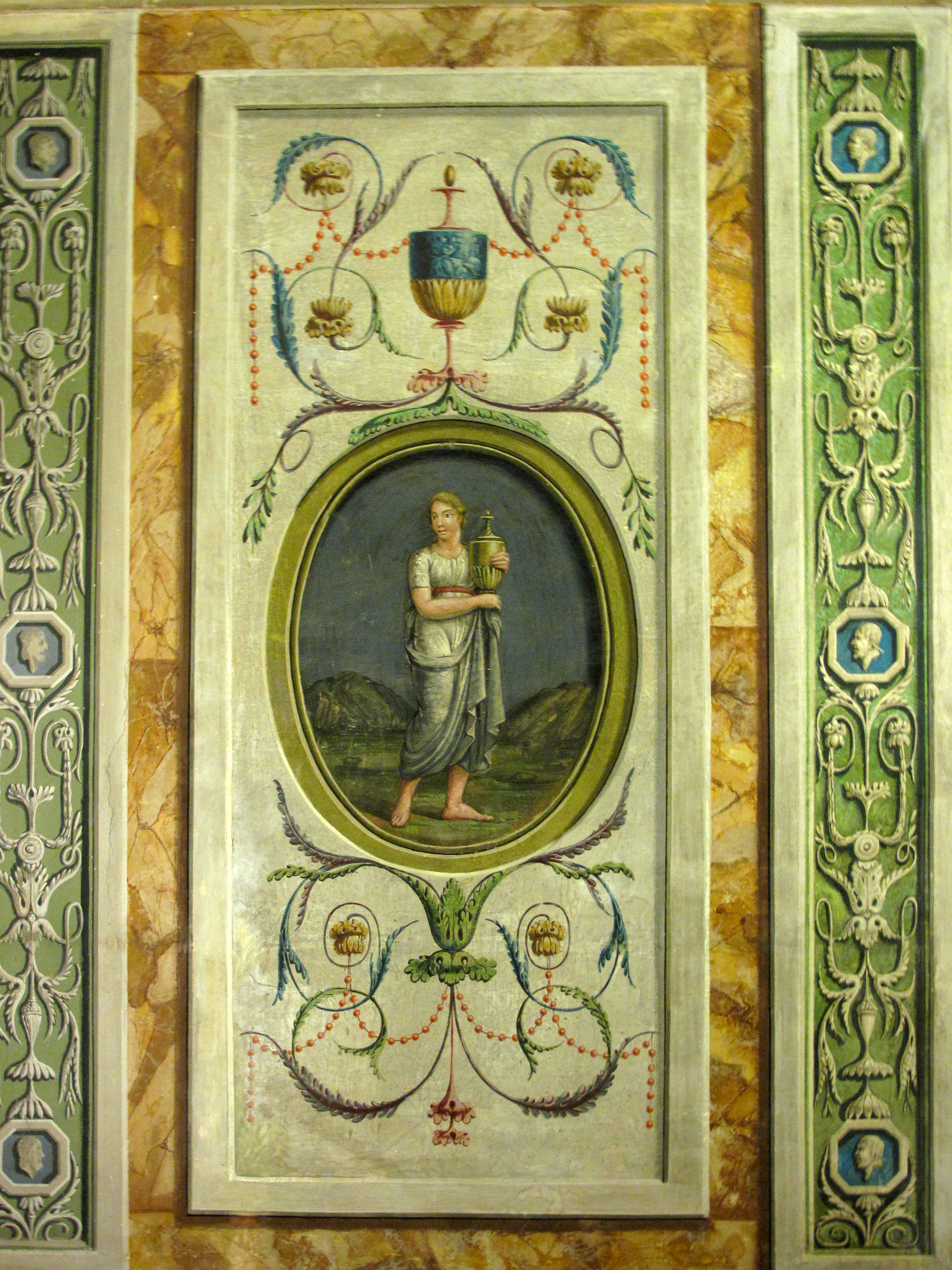
Pintures murals a la sala Salvans
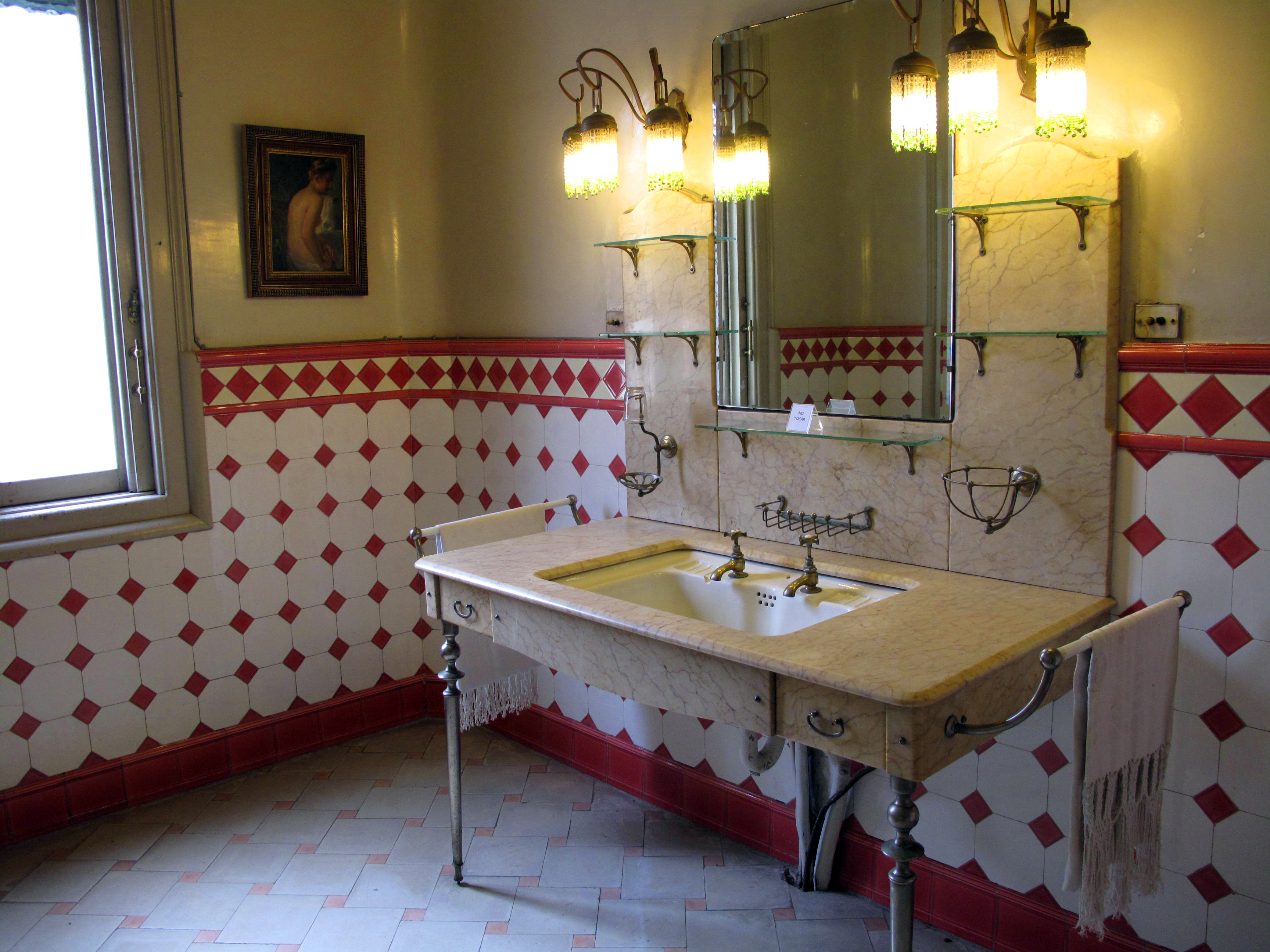
Lavabo
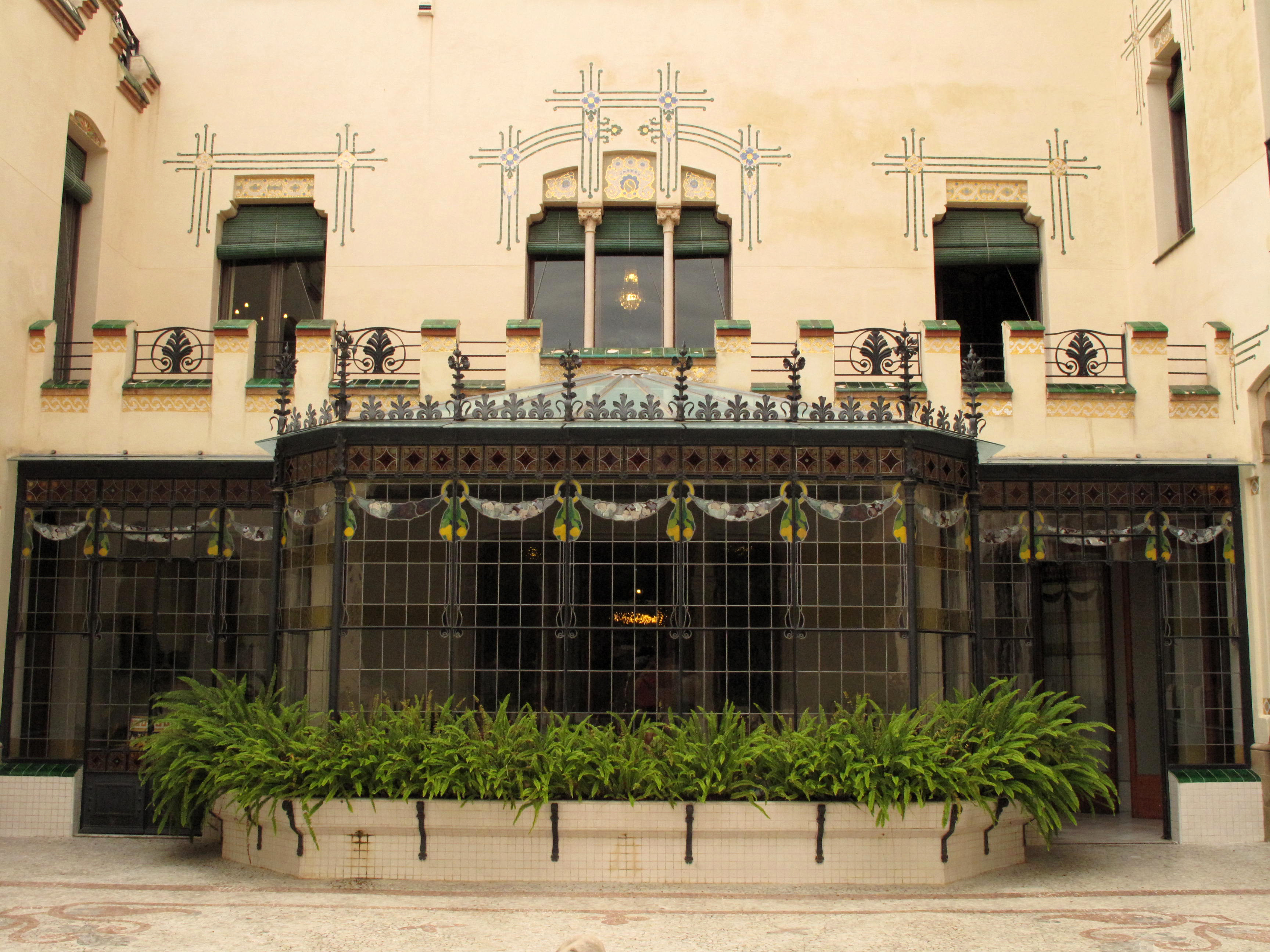
Galeria que dona al pati
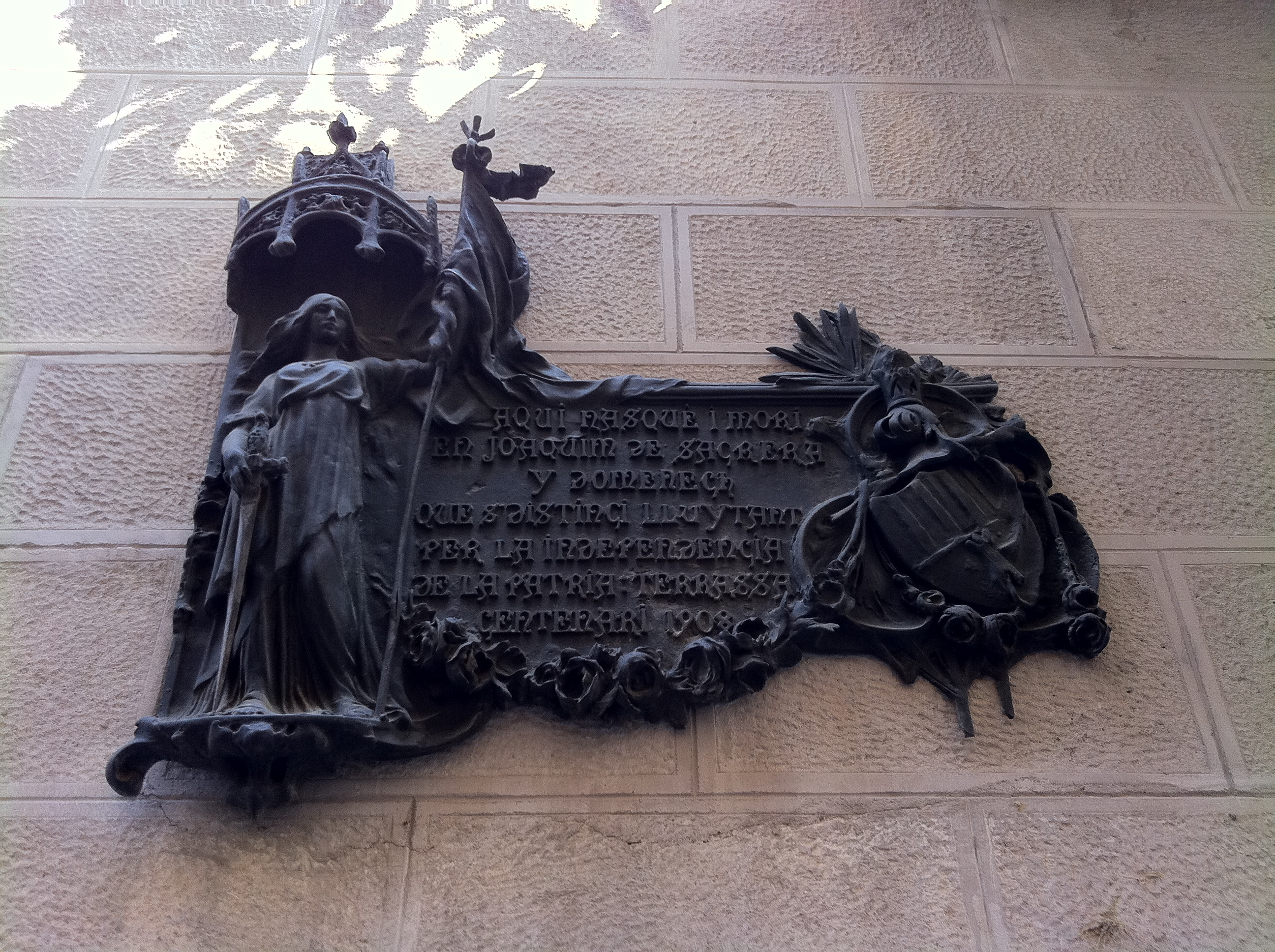
Placa a la façana de la casa